# Чевакино (Ленинградская область)
Чевакино — деревня в Ефимовском городском поселении Бокситогорского района Ленинградской области.

## История
ЧЕВАКИНО — деревня Чевакинского общества, прихода села Николы.  

Крестьянских дворов — 16. Строений — 30, в том числе жилых — 21.

Число жителей по семейным спискам 1879 г.: 37 м. п., 33 ж. п.; по приходским сведениям 1879 г.: 47 м. п., 42 ж. п.

В конце XIX — начале XX века деревня административно относилась к Деревской волости 5-го земского участка 3-го стана Тихвинского уезда Новгородской губернии.
В начале XX века близ деревни находился жальник.

ЧЕВАКИНО — деревня Чевакинского общества, число дворов — 32, число домов — 42, число жителей: 84 м. п., 88 ж. п.; занятие жителей: земледелие, отхожие промыслы. Колодцы. Мелочная лавка. (1910 год)

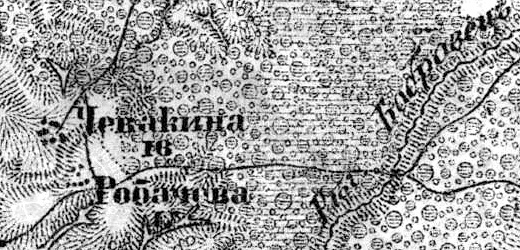
Деревня Чевакино на карте 1917 года

Согласно военно-топографической карте Новгородской губернии издания 1917 года деревня называлась Чевакина и насчитывала 16 крестьянских дворов.
С 1917 по 1918 год деревня входила в состав Деревской волости Тихвинского уезда Новгородской губернии.
С 1918 года, в составе Череповецкой губернии.
С 1924 года, в составе Пикалёвской волости.
С 1927 года, в составе Чевакинского сельсовета Ефимовского района. В 1928 году население деревни составляло 172 человека.
С 1930 года, в составе Михалёвского сельсовета.
По данным 1933 года деревня Чевакино входила в состав Михалёвского сельсовета Ефимовского района.
С 1965 года в составе  Бокситогорского района.
По данным 1966 года деревня Чевакино входила в состав Михалёвского сельсовета.
По данным 1973 и 1990 годов деревня Чевакино входила в состав Ефимовского сельсовета.
В 1997 году в деревне Чевакино Ефимовской волости проживали 11 человек, в 2002 году — 8 человек (все русские).
В 2007 году в деревне Чевакино Ефимовского ГП проживали 15 человек, в 2010 году — 9, в 2015 году — 5, в 2016 году — также 5 человек.

## География
Деревня расположена в северной части района к западу от автодороги 41К-032 (Заголодно — Сидорово).
Расстояние до административного центра поселения — 15 км.
Расстояние до ближайшей железнодорожной станции Ефимовская — 12 км. 
Деревня находится к северу от реки Тихвинки.

## Демография
| 1997 | 2002 | 2007 | 2010 | 2017 |
| ---- | ---- | ---- | ---- | ---- |
| 11   | ↘8   | ↘6   | ↗9   | ↘5   |